# Tamara Tol

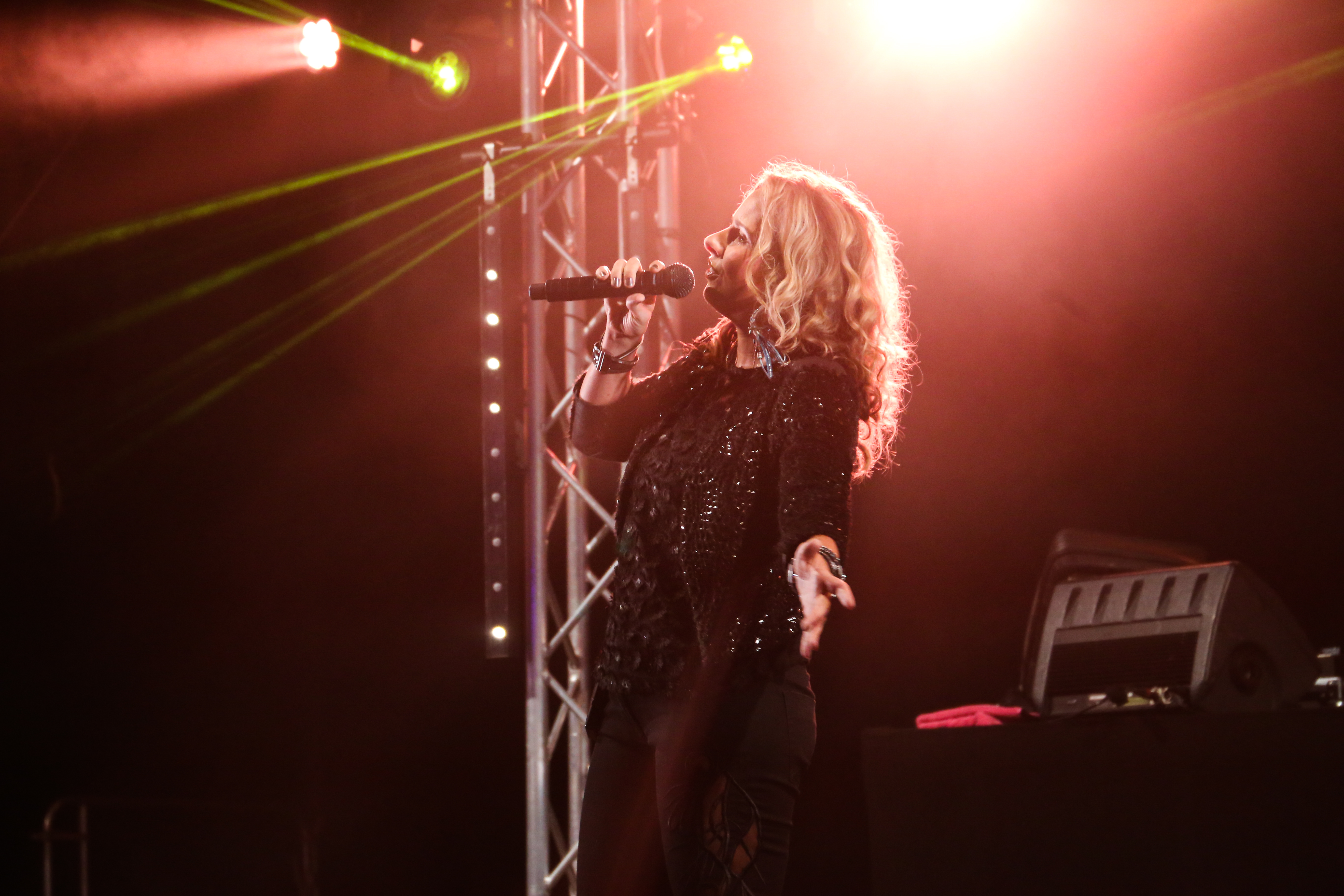
Tol in 2017

Tamara Tol (Volendam, 7 juni 1972) is een Nederlandse zangeres.

## Biografie
Op jonge leeftijd zong Tamara Tol in een kerkkoor en volgde zij muziekles. Later, in haar tienerjaren, zong zij bovendien in plaatselijke bandjes. Op 10 juni 1993 deed Tol mee aan de Soundmixshow van Henny Huisman als Linda Ronstadt met Desperado. Een paar weken eerder, op 24 mei 1993, zong ze in het TROS-programma Vocaal Centraal met als hoofdgast BZN het nummer Gimme Gimme Happiness van de CD  Rhythm Of My Heart van deze band samen met haar nichtje Rosemarie Koning. Voor die gelegenheid noemden ze zich T-Rose.
Kort daarop, in 1994, vormde ze met Ben Hendriks het duo Ben & Tamara. In 1994 werd een cd uitgebracht "Love is the only way" en werden enkele singles uitgebracht. Een hoogtepunt in die periode was dat het duo een optreden had in het voorprogramma van de concerttour van "The bold and the beautiful" in Ahoy.
Nadat de twee in 1995 uit elkaar gingen deed Tol in 1999 mee aan het Nationaal Songfestival met de ballad "Coming Home", die door de BZN-leden Jan Keizer, Jack Veerman en Jan Tuijp speciaal voor haar werd geschreven. Ze eindigde toen als vierde met 83 punten.
Hierna heeft zij zich toegelegd op het Nederlandstalige lied. Haar liedjes "Jouw dag", "Zeg het met bloemen", "Liefde van vroeger" en "Hola" kwamen in de Single Top 100. In april 2007 verscheen haar dubbelalbum Zeg 't met bloemen. In april 2008 werd haar Duitstalige single "Hola" in Duitsland uitgebracht en in juni 2008 bracht ze "Ik wil jou liefde zijn" op de markt, op de melodie van "Why tell me why" van Anita Meyer. Het Duitse album "Ich will leben" dat in 2009 uitkwam is door meerdere Duitse zenders album van de week geweest. Tot op heden brengt ze nieuwe singles uit in Duitsland en Nederland en is ze bezig met nieuwe projecten.
Tol trad meerdere malen in Nederland en het buitenland op voor Nederlandse militairen. Zo was zij in Bosnië, Kosovo, Cyprus en Afghanistan. In 2009 op de Lenteflora in Creil (N.O.P.) doopte zij een rode tulp, die de naam "Tamara's Song" kreeg.
In april 2013 deed Tol mee aan het tv-programma Bloed, zweet & tranen. Ze zong het lied "Samen zijn" van Willeke Alberti.
In juni 2013 stapte Tol over naar een nieuwe platenmaatschappij. Op 15 augustus kwam daar de single "Kom, laten de glazen klinken" uit. 
In 2014 deed Tol mee aan de voorronden van Hollandse Nieuwe, die ze won. Daarmee werd ze uitgenodigd om viermaal in de Amsterdam ArenA de "Halftime show" te doen bij de Toppers.

## Discografie

### Singles
| Single met eventuele hitnotering(en) in de Nederlandse Top 40 | Datum van verschijnen | Datum van binnenkomst | Hoogste positie | Aantal weken | Opmerkingen                   |
| ------------------------------------------------------------- | --------------------- | --------------------- | --------------- | ------------ | ----------------------------- |
| Love is the only way                                          | 1994                  | 5-11-1994             | 38              | 2            | Ben & Tamara                  |
| I need you with all of my heart                               | 1995                  | 15-3-1995             | tip             |              | Ben & Tamara                  |
| Free as the birds                                             | 1995                  | 29-7-1995             | tip             |              | Ben & Tamara                  |
| Summerwine                                                    | 1995                  |                       |                 |              | Ben & Tamara                  |
| Dit vergeet ik niet                                           | 1996                  |                       |                 |              |                               |
| Coming home                                                   | 1999                  |                       |                 |              | Nationaal Songfestival 1999   |
| Everytime you kiss me                                         | 2001                  |                       |                 |              |                               |
| Somebody to love                                              | 2001                  |                       |                 |              |                               |
| Jouw dag                                                      | 2006                  |                       |                 |              |                               |
| Liefde van vroeger                                            | 2006                  |                       |                 |              |                               |
| Hola hola                                                     | 2007                  |                       |                 |              |                               |
| Zeg het met bloemen                                           | 2007                  |                       |                 |              |                               |
| Ho he ho                                                      | 2007                  |                       |                 |              |                               |
| Ik wil jouw liefde zijn                                       | 2008                  |                       |                 |              |                               |
| Desperado                                                     | 2009                  |                       |                 |              |                               |
| Ik meer van jou                                               | 2009                  |                       |                 |              |                               |
| Weisst du noch                                                | 2009                  |                       |                 |              | Duitstalig                    |
| So viel Herz Gefühl                                           | 2009                  |                       |                 |              | Duitstalig                    |
| Ich will leben                                                | 2009                  |                       |                 |              | Duitstalig                    |
| Hilf mir                                                      | 2010                  |                       |                 |              | Duitstalig                    |
| Zomerlach                                                     | 2010                  |                       |                 |              |                               |
| Für die Liebe leben                                           | 2011                  |                       |                 |              | Duitstalig                    |
| Als de zon weer schijnt                                       | 2012                  |                       |                 |              |                               |
| Heel even                                                     | 2012                  |                       |                 |              |                               |
| Sommer und Winter                                             | 2012                  |                       |                 |              | Duitstalig                    |
| Dat land waar ik van hou                                      | 2013                  |                       |                 |              |                               |
| Kom, laat de glazen klinken                                   | 2013                  |                       |                 |              | Nr. 68 in de Single Top 100   |
| Als het nacht wordt                                           | 2014                  |                       |                 |              |                               |
| Ik ben gelukkig met jou                                       | 2014                  |                       |                 |              |                               |
| Kom, hou van mij                                              | 2015                  |                       |                 |              |                               |
| Dan gaan we dansen                                            | 2015                  |                       |                 |              |                               |
| Hé Schatje Hé                                                 | 2015                  |                       |                 |              |                               |
| Je bent nog mooier dan mooi                                   | 2016                  |                       |                 |              | duet met Jaman                |
| Laat deze nacht nog heel lang duren                           | 2016                  |                       |                 |              |                               |
| Allemaal naar de hemel                                        | 2016                  |                       |                 |              |                               |
| Als ik kijk in je donkere ogen                                | 2017                  |                       |                 |              | origineel van Saskia & Serge  |
| Ik denk dat het liefde is                                     | 2017                  |                       |                 |              |                               |
| Casanova                                                      | 2018                  |                       |                 |              |                               |
| Welkom thuis                                                  | 2019                  |                       |                 |              |                               |
| "Die mooie zomer ging snel voorbij"                           | 2020                  |                       |                 |              |                               |
| "Kom weer terug"                                              | 2021                  |                       |                 |              |                               |
| "Het leven is mooi"                                           | 2021                  |                       |                 |              |                               |
| "Morgen een nieuwe dag"                                       | 2021                  |                       |                 |              |                               |
| "Laat mij maar alleen"                                        | 2021                  |                       |                 |              |                               |
| "If i say the words"                                          | 2022                  |                       |                 |              | De Proppies origineel van BZN |
| "Zullen jij en ik wat drinken gaan"                           | 2022                  |                       |                 |              |                               |

### Albums
| Album met eventuele hitnotering(en) in de Nederlandse Album Top 100 | Datum van verschijnen | Datum van binnenkomst | Hoogste positie | Aantal weken | Opmerkingen                |
| ------------------------------------------------------------------- | --------------------- | --------------------- | --------------- | ------------ | -------------------------- |
| Love is the only way                                                | 1994                  |                       |                 |              | Ben & Tamara               |
| Zeg 't met bloemen/Ganz toll                                        | 2007                  |                       |                 |              | Dubbel CD Nederlands/Duits |
| Ich will leben                                                      | 2009                  |                       |                 |              | Duitstalig                 |
| Liebe                                                               | 2013                  |                       |                 |              | Duitstalig                 |
| Laat ons klinken                                                    | 2016                  |                       |                 |              |                            |
| Christmas with De Proppies                                          | 2018                  |                       |                 |              | De Proppies                |